# Fleur de glace

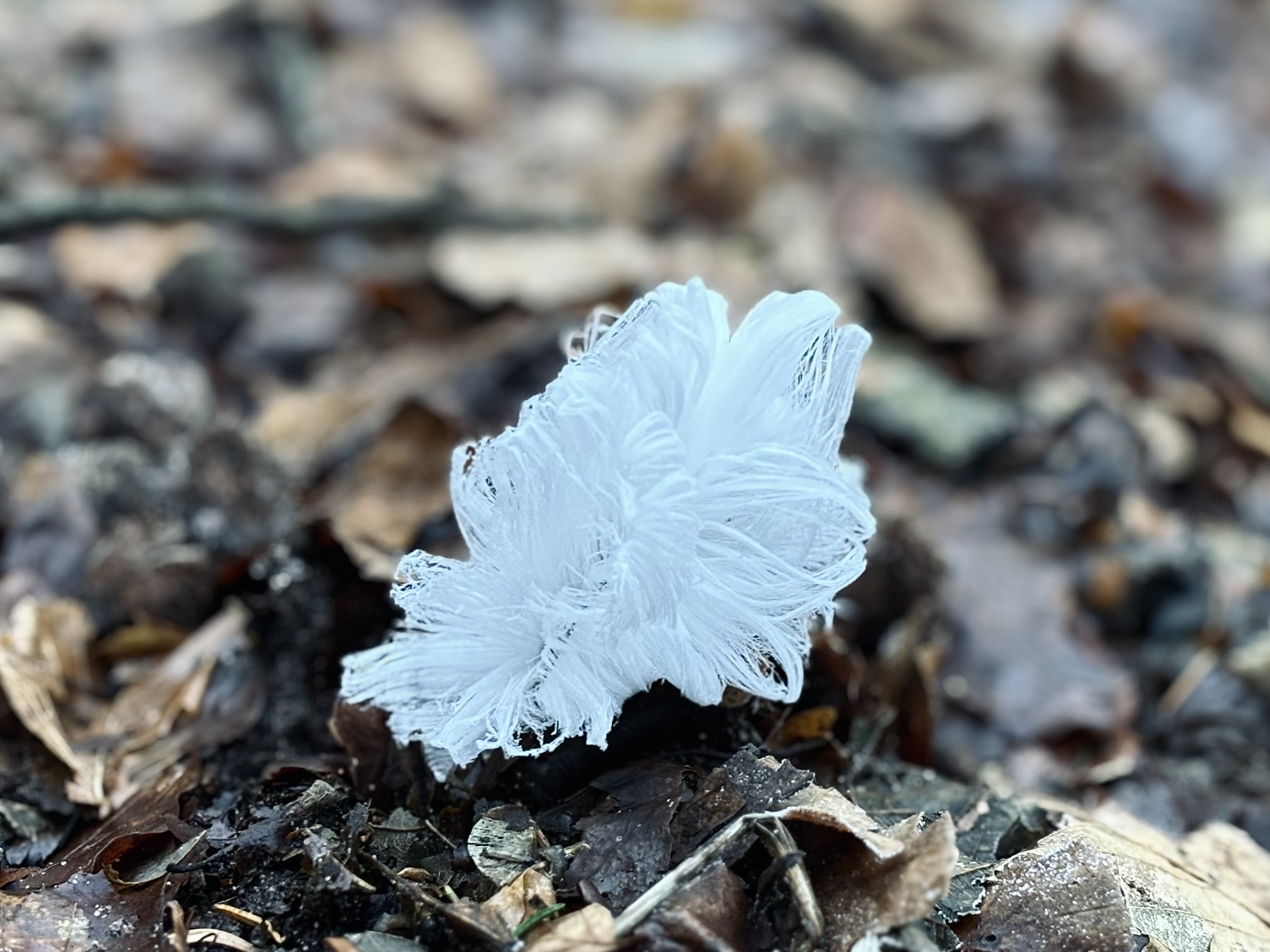
Fleur de givre formée le long d'une rivière entre l'Alsace et la Moselle (France)

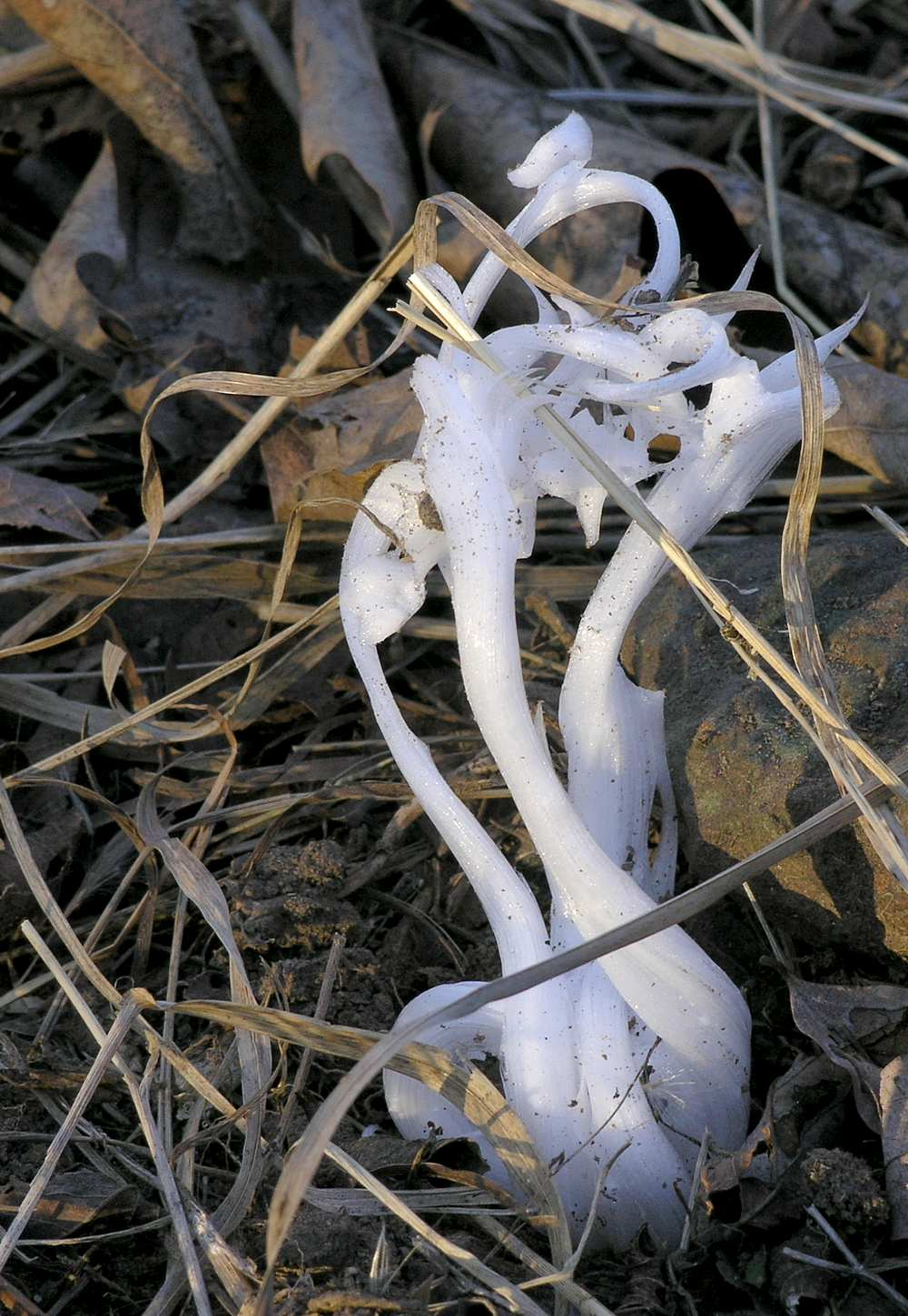
Fleur de givre dans les monts Ozark (États-Unis).

Une fleur de glace est une structure qui se forme, par temps froid, autour de certaines tiges par gel du liquide qui s'en échappe dans ces conditions. Le processus est continu, ce qui conduit à la formation de rubans de glace autour de la tige évoquant des pétales. Ce phénomène est également connu sous le nom de « fleur de givre » ou de « ruban de glace ».

## Présentation
Lorsqu'il gèle fortement, des fleurs d'un blanc immaculé, figées autour des tiges des plantes peuvent apparaître en l'espace de quelques minutes. Il ne s'agit pas de pétales, mais de glace. En Amérique du Nord, ce phénomène est observable en pleine nuit ou au lever du jour. Les premières photos de fleurs de glace (également appelées rubans de glace ou fleurs de givre) ont fait surface assez récemment, grâce aux smartphones car le phénomène est très rarement prévisible. Les premières observations écrites de fleurs de glace ont cependant été faites en 1833, dans les textes du philosophe, physicien et météorologue, John Frederick William Herschel .

## Autres évocations

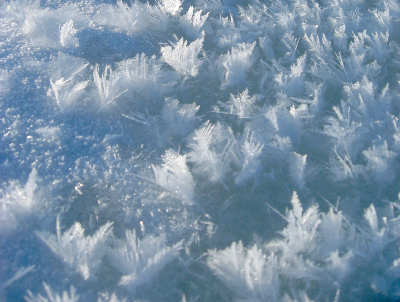
Fleurs de givre poussant sur de jeunes glaces de mer dans l'Arctique.

### Océanographie
Le terme évoque également des cristaux de glace que l'on trouve couramment sur la jeune glace de mer et la glace de lac mince dans des conditions froides et calmes. Les cristaux de glace ressemblent au givre et poussent généralement en plaques d'environ 3 à 4 cm de diamètre
Si la température de l’air chute en dessous de −20 °C, des « pétales » pointus peuvent surgir en quelques heures dans ce qui apparait comme des immenses champs de fleurs gelées. L'océanographe biologique Jeff Bowman les soupçonne d’abriter des micro-organismes marins.

### Jeux vidéo
Le terme est également utilisé dans l'univers des jeux vidéo de Mario et Super Mario, la fleur de glace permettant au personnage de gagner des pouvoirs supplémentaires (lancer des boules de glace ou geler son environnement).

### Généralités
- Gel (phénomène météorologique)
- Gelée blanche
- Point de gelée
- Rosée
- Givre

### Autres phénomènes
- Cheveux de glace
- Brinicle
- Pipkrake
- Pénitents de neige